# The Official Charts Company

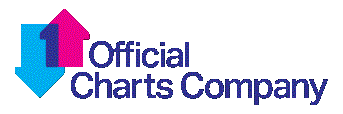
Логотип компании

The Official Charts Company (OCC), ранее известная как Chart Information Network (CIN) и The Official UK Charts Company — британская музыкальная организация, отвечающая за составление официальных музыкальных хит-парадов Великобритании — UK Singles Chart, UK Albums Chart, UK Official Download Chart и других, более узконаправленных чартов музыки и видео. Включена в международный список чарт-компаний, признанных Международной федерацией производителей фонограмм.
OCC составляет чарты на основе сбора и анализа данных о продажах музыкальных релизов в торговых точках. Сбором данных занимается компания Millward Brown, специализирующаяся на маркетинговых исследованиях.
OCC находится под управлением компаний British Phonographic Industry и Entertainment Retailers Association (ERA). Компания занимается составлением хит-парадов с 1 июля 1997 года. Ранее этим занималось несколько компаний, включая Gallup.
Помимо общего чарта синглов и альбомов, компания публикует более узконаправленные чарты, такие как UK Dance Chart, UK Indie Chart, UK R&B Chart, UK Rock Chart и Asian Download Chart, а также Scottish Singles and Albums Charts, Welsh Singles, Welsh Albums, UK Budget Albums.
5 сентября 2008 года компания провела ребрендинг и сменила название с Official UK Charts Company на The Official Charts Company, а также стала использовать новый логотип.
В 2017 году OCC заключила пятилетний контракт с Ирландской ассоциацией звукозаписи (IRMA) на составление ирландского чарта синглов, альбомов и других ирландских чартов от имени IRMA.